# Florian Siwicki
Florian Siwicki [sivicki] (10. ledna 1925, Łuck - 11. března 2013) byl polský generál a politik.
Od roku 1964 byl náčelníkem štábu slezského vojenského okruhu. V roce 1968 velel 2. armádě s ní se podílel na okupaci Československa. V letech 1973 až 1983 byl náčelníkem generálního štábu. Od roku 1983 byl ministrem národní obrany.